# Inmunopatología
La inmunopatología es una rama de la medicina que se ocupa de las respuestas inmunológicas asociadas a las enfermedades. Incluye el estudio de la patología de un  organismo, sistema  orgánico o enfermedad, con respecto al sistema inmunológico, la inmunidad y las respuestas inmunológicas. En biología, se refiere al daño causado a un organismo por su propia respuesta inmunológica, como resultado de una infección. Puede deberse a un desajuste entre el patógeno y la especie huésped, y suele ocurrir cuando un patógeno animal infecta a un humano (por ejemplo, la gripe aviar provoca una tormenta de citoquinas que contribuye al aumento de la tasa de mortalidad).
Cuando un antígeno extraño entra en el cuerpo, hay bien una respuesta específica o bien inespecífica del antígeno. Estas respuestas son el sistema inmunológico luchando contra los antígenos extraños, ya sean mortales o no. La inmunopatología podría referirse a cómo los antígenos extraños hacen que el sistema inmunológico tenga una respuesta o problemas que pueden surgir de la propia respuesta inmunológica del organismo en sí mismo. Hay ciertos problemas o fallos en el sistema inmunológico que pueden conducir a enfermedades más graves. Estas enfermedades pueden provenir de uno de los siguientes problemas:
- El primero sería las reacciones de hipersensibilidad, en las que habría una respuesta inmunológica más fuerte de lo normal. Existen cuatro tipos diferentes (tipo uno, dos, tres y cuatro), todos con diferentes tipos y grados de respuesta inmunológica. Los problemas que surgen de cada tipo varían desde pequeñas reacciones alérgicas hasta enfermedades más graves como la tuberculosis o la artritis.
- El segundo tipo de complicación en el sistema inmunológico es la autoinmunidad, en la que el sistema inmunológico se atacaría a sí mismo en lugar de al antígeno. La inflamación es un ejemplo de autoinmunidad, ya que las células inmunes utilizadas son autorreactivas. Algunos ejemplos de enfermedades autoinmunes son la diabetes de tipo 1, la enfermedad de Addison y la enfermedad celíaca. 
- El tercer y último tipo de complicación con el sistema inmunológico es la inmunodeficiencia, en la que el sistema inmunológico carece de la capacidad de combatir una determinada enfermedad. La capacidad del sistema inmunológico para combatirla se ve obstaculizada o está completamente ausente. Los dos tipos son la Inmunodeficiencia Primaria, en la que al sistema inmunológico le falta un componente clave o no funciona correctamente, y la Inmunodeficiencia Secundaria, en la que la enfermedad se obtiene de una fuente externa, como la radiación o el calor, y por lo tanto no puede funcionar correctamente. Entre las enfermedades que pueden causar inmunodeficiencia se encuentran el VIH/sida y la leucemia.
En todos los vertebrados hay dos tipos diferentes de respuestas inmunológicas: inmunidad innata y adaptativa. La inmunidad innata se utiliza para combatir antígenos no cambiantes y, por lo tanto, se considera inespecífica. Suele ser una respuesta más inmediata que el sistema inmunológico adaptativo, que suele responder en cuestión de minutos u horas.  Se compone de bloqueos físicos como la piel, pero también contiene células inmunes inespecíficas como las células dendríticas, macrófagos y basófilos. La segunda forma de inmunidad es la inmunidad adaptativa. Esta forma de inmunidad requiere el reconocimiento del antígeno extraño antes de que se produzca una respuesta. Una vez que se reconoce el antígeno, se produce una respuesta específica para destruir el antígeno específico. Debido a esta idea, la inmunidad adaptativa se considera como inmunidad específica. Una parte clave de la inmunidad adaptativa que la separa de la innata es el uso de la memoria para combatir el antígeno en el futuro. Cuando se introduce el antígeno originalmente, el organismo no tiene ningún receptor para el antígeno, por lo que debe generarlos desde la primera vez que el antígeno está presente. El sistema inmunológico construye entonces una memoria de ese antígeno, lo que le permite reconocer el antígeno más rápidamente en el futuro y ser capaz de combatirlo más rápida y eficientemente. Cuanto más se exponga el sistema al antígeno, más rápido desarrollará su capacidad de respuesta.